# Marjino (rejon rylski)
Marjino (ros. Марьино) – osiedle typu wiejskiego w zachodniej Rosji, w sielsowiecie iwanowskim rejonu rylskiego w obwodzie kurskim.

## Geografia
Miejscowość położona jest 3 km od centrum administracyjnego sielsowietu iwanowskiego (Iwanowskoje), 17,5 km od centrum administracyjnego rejonu (Rylsk), 88,5 km od Kurska.
W granicach miejscowości znajdują się ulice: Centralnaja (15 posesji), Koopieratiwnaja (7), Sadowaja (5), Sirotkina (19).

## Demografia
W 2010 r. miejscowość zamieszkiwało 1747 osób.

## Zabytki
- Zespół pałacowo-parkowy „Marjino” – majątek książąt Bariatyńskich (XIX w.)[5]